# 楊源
楊 源（よう げん、生年不詳 - 1507年）は、明代の官僚・天文学者。字は本清。本貫は南昌府豊城県。

## 生涯
楊瑄の子として生まれた。幼くして天文を習い、五官監候に任じられた。1506年（正徳元年）、劉瑾らが政治を乱していたため、楊源は「8月初めから、大角と心宿の中星の動揺が止まりません。大角は天王の座であり、心宿の中星は天王の正位であって、ともに安定しているべきですが、今は動揺しています。その占うところは『人主に不安があり、国に憂いがある』といいます。その意味するところは陛下が軽はずみに行動し気ままに遊びまわっておられ、狩猟にも節度がないことから、動揺しているのです。また北斗七星の第二・第三・第四の星の明るさが通常に及んでいません。第二の星は天璇といい、后妃の象です。后妃がその寵愛を得られていないと暗くなり、宮室を広く営んでみだりに山陵を掘り穿つと暗くなります。第三の星は天璣といい、人民を愛さず、にわかに夫役を興すと暗くなります。第四の星は天権といい、号令が不当だと暗くなります。伏して願わくは陛下には天の戒めをつつしみ畏れられ、深宮に安居されて、嬉しそうに遊び戯れるのを止め、狩猟を禁じ、騎射を止め、宮室の造作を停止し、号令を重ねて戒め、軽々しく出入りせず、特別な寵愛を抑え遠ざけ、臣下に与える賜物を抑制し、元老や大臣に親しみ、毎日講習され、欠けている徳の修養につとめられれば、災変は止むことでしょう」と言上した。礼部尚書の張昇らが楊源の忠愛を称えた。
10月、砂埃と霧で暗くなる現象が起こると、楊源は「これは衆邪の気であり、陰が陽を冒し、臣がその君を欺き、小人が権力を専断し、下が上に叛こうとする予兆です」と言上した。劉瑾は怒り、正徳帝の意と偽って楊源を杖で30回打ってから解放した。また楊源は「正徳二年以降、火星が太微垣の帝座の前に入り、東西に揺れ動いて、運行が安定しないことが予測されます。政権を収攬して患難を予防するようお願いします」と言上した。劉瑾の専横を指弾したものと思われた。劉瑾は激怒し、楊源を召し出して「いかなる官で、またいかなる学問で忠臣づらをしているのだ」と叱りつけた。楊源は声を荒げて「官は大小異なっても、忠はひとつです」と答えた。楊源は杖で60回打たれて、一兵士として粛州に流されることになった。1507年（正徳2年）8月、道中の河陽駅で傷が悪化して死去した。楊源の妻は蘆や荻を切って遺体を覆い、駅の背後に葬った。
1621年（天啓元年）、忠懐と追諡された。著書に『星学源流』20巻があった。